# Groovy
Groovy és un llenguatge de programació orientat a l'objecte que utilitza la plataforma Java.
Constitueix una alternativa al llenguatge Java per aquesta plataforma i utilitza per executar-se en la mateixa màquina virtual que aquest llenguatge. S'inspira en altres llenguatges dinàmics com són Python, Ruby i Smalltalk. Aquest objecte és producte de l'especificació JSR 241.
Groovy utilitza una sintaxi més pròxima al Java bytecode i es compila directament, ja sigui dinàmicament o amb un compilador en bytecode.
Groovy s'integra de manera natural amb l'entorn Java, ja que des del punt de vista de la màquina virtual de Java no és res més que bytecode de Java. És un concepte similar al llenguatge Scala.